# 고야마 슈리
고야마 슈리(일본어: 小山 珠里, 1999년 1월 24일~)는 일본의 축구 선수이다.

## 구단 경력
그는 2021년 J3리그의 가이나레 돗토리에 입단했다. 2022년 7월 일본 풋볼 리그의 MIO 비와코 시가(레일락 시가 FC)로 이적했다. 2024년 일본 지역 리그의 FC 가리야로 이적했다.